# Rejoagung (Trangkil)
Rejoagung is een bestuurslaag in het regentschap Pati van de provincie Midden-Java, Indonesië. Rejoagung telt 3247 inwoners (volkstelling 2010).